# Peter Wessel Zapffe
Peter Wessel Zapffe (18 décembre 1899 – 12 octobre 1990) est un philosophe, écrivain, artiste et alpiniste norvégien pessimiste et antinataliste qui est l'auteur de l'essai Le dernier messie.

## Biographie
- Le dernier messie (2023, Editions Allia)